# Jana Hönig
Jana Hönig (* 23. April 1983) ist eine ehemalige deutsche Skilangläuferin und Bogenbiathletin.
Jana Hönig startete im Skilanglauf für den WSV Oberhof 05, im Bogenbiathlon für den BSV Nünchritz. Die vormalige Studentin des Medien-, Sport- und Eventmanagements wird von Erhard Schneider trainiert. 2001 bestritt sie in Schonach ihr erstes Rennen im Continental Cup, weitere Rennen in dieser Rennserie und in FIS-Rennen folgten. In Schonach startete sie 2002 bei der Junioren-Weltmeisterschaft und wurde 47. über 15 Kilometer Klassisch sowie 46. im Freistil-Sprint. 2003 kam Hönig in Oberhof zu ihrem einzigen Start im Skilanglauf-Weltcup und belegte mit Anja Krellner im Teamsprint den neunten Platz. Ihr letztes Langlaufrennen bestritt sie am 15. März 2003 im französischen La Clusaz, als sie bei einem Junioren-Wettbewerb 20. von 21 Starterinnen über fünf Kilometer wurde.
Hönig gehörte seit 2004 dem Nationalkader im Bogenbiathlon an. Hier feierte sie ihren größten internationalen Erfolg, als sie bei den Bogenbiathlon-Weltmeisterschaften 2005 in Forni Avoltri mit ihrer Staffelpartnerin Viktoria Wurmer hinter den Vertretungen aus Russland und Italien die Bronzemedaille gewann. Hönig startete in dem Rennen zunächst an erster Position als Startläuferin sowie später an dritter Position als Schlussläuferin, da die dritte deutsche Läuferin Evi Martlbauer erkrankt war. Zudem belegte sie den achten Rang im Sprint und wurde Siebte in der Verfolgung und im Massenstart. Im selben Jahr belegte sie bei den Weltcuprennen im Sprint und in der Verfolgung in Mittenwald sechste Plätze. Ihr letztes Rennen bestritt sie 2007 im Rahmen der italienischen Meisterschaften.